# 安政の泣き一揆
安政の泣き一揆（あんせいのなきいっき）は、1858年（安政5年）7月11日夜、加賀国で起こった一揆。向山（卯辰山）から金沢城に向かって米の開放を求めて叫んだことが特徴的である。

## 背景
この年は、冷夏や長雨などの自然災害による米の不作があった。それをうけての買占めや売り惜しみにより、米の価格が高騰していた。そのため、庶民の生活は困窮した。

## 7月11日から
7月11日の夜、約2,000人が向山（卯辰山）に登り、城に向かって米の開放を求めて叫ぶ。卯辰山から金沢城まで直線距離で1.7kmあり、風に乗った声は山下の重臣屋敷や城の殿様にも届いたという。翌日、藩の御蔵米500俵が放出され、米の値段も下げられる命令が出された。

## その後
事前の断りもなく直訴をすることは重罪であったため、首謀者7名が7月26日に捕縛された。5名が打ち首、2名が獄死した。この7人の霊を祀るため、卯辰山の山道に七稲地蔵を建立し、1908年（明治41年）に浄土宗寿経寺（現・石川県金沢市東山1-31-5）北緯36度34分18.5秒 東経136度40分6.4秒
に寄進されて山門前に安置された。地蔵の他に墓碑と説明板がある。なお、寿経寺の門徒は武家であり、武家が七稲地蔵を引き受けたといえる。

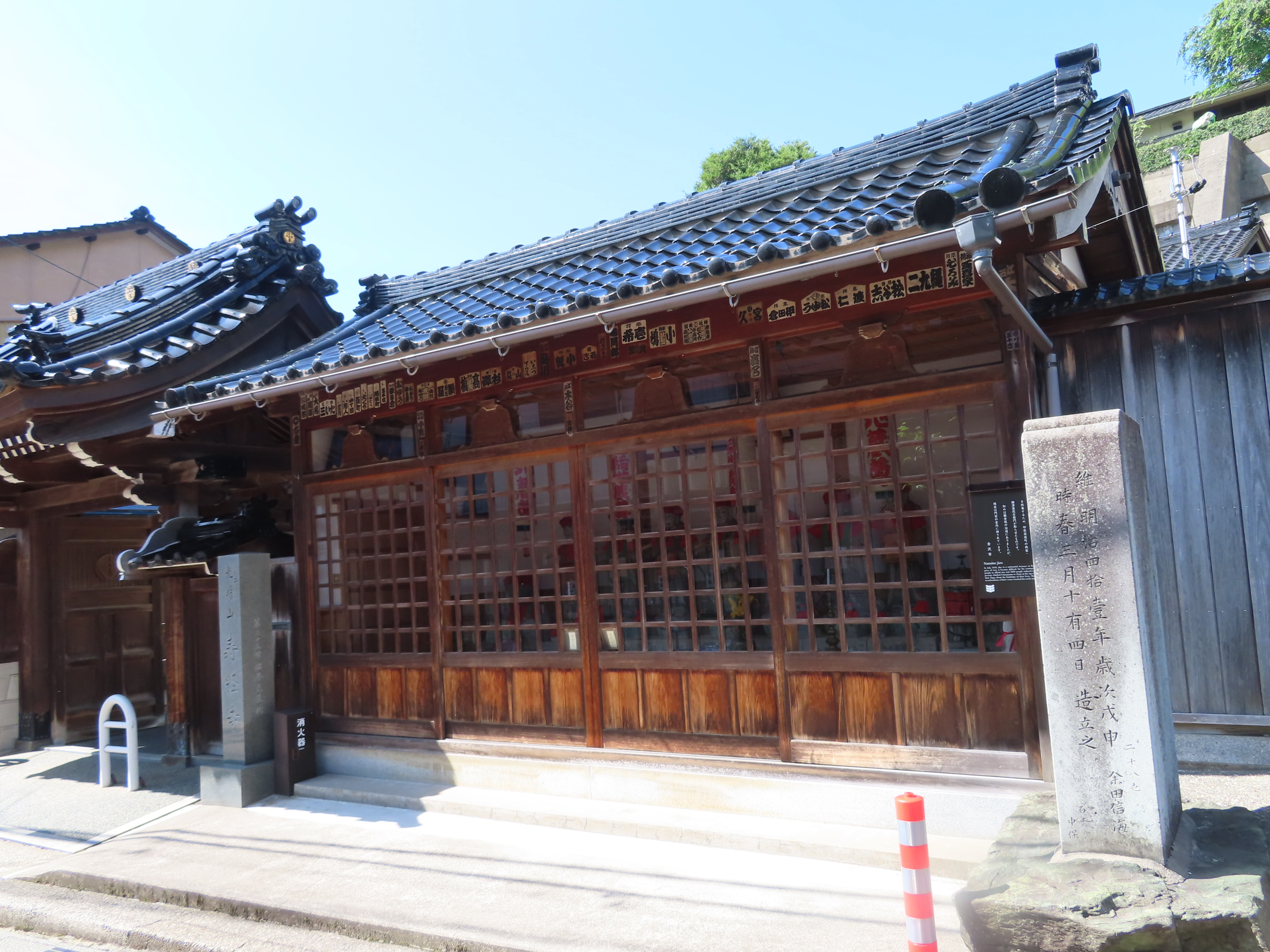
寿経寺の七稲地蔵
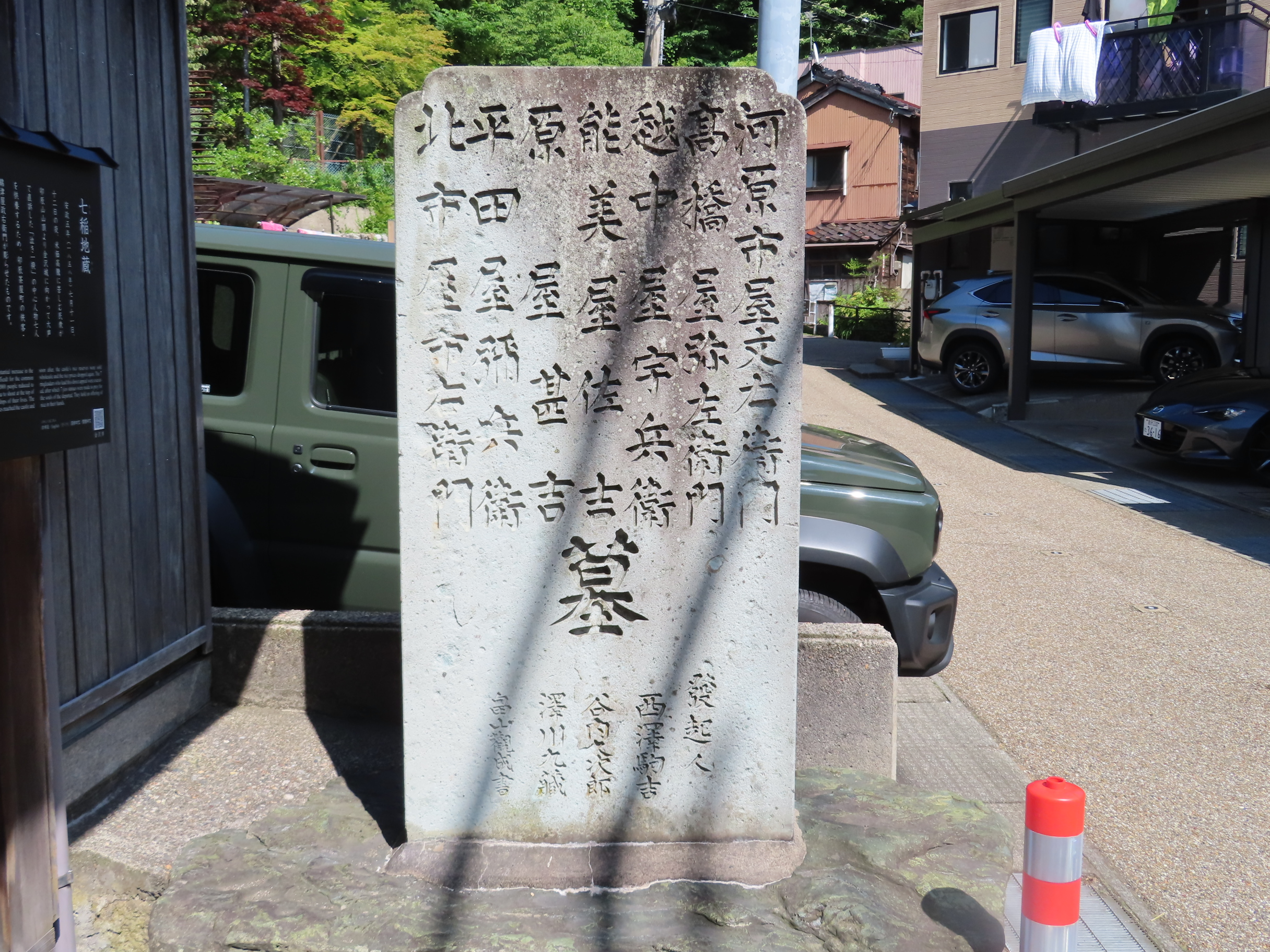
寿経寺の山門前にある墓碑